# Effetto Gibbs-Donnan

Equilibrio di Gibbs-Donnan in una membrana cellulare (schema)

Effetto Gibbs-Donnan (conosciuto come effetto Donnan o legge di Donnan o equilibrio di Donnan o equilibrio di Gibbs-Donnan) è l'equilibrio passivo (in cui la diffusione di ioni avviene senza utilizzo di energia) a cui arriva un gradiente di specie ioniche separate da una membrana dove una specie non è diffusibile attraverso essa.  
In altre parole, l'equilibrio di Donnan definisce le condizioni che si creano quando due fasi contenenti un elettrolita sono in equilibrio e una o entrambe le fasi contengono anche altre specie cariche che non possono attraversare la membrana.
Un soluto carico non mobile attraverso la membrana (ad esempio una macromolecola proteica) è in grado di influenzare (con la propria concentrazione) l'equilibrio degli ioni mobili attraverso la membrana. Nelle membrane cellulari le proteine rappresentano la specie non diffusibile; questa fa sì che dalla parte della membrana di queste gli ioni con lo stesso segno avranno concentrazione minore, e quelli di segno opposto maggiore.
Nell'equilibrio di Gibbs-Donnan delle membrane cellulari, si crea un gradiente proteico tra le due facce della membrana, il cui lato a più alta concentrazione richiama acqua con un aumento della pressione osmotica.
Tuttavia il prodotto delle concentrazione delle specie ioniche diffusibile rimane uguale:
{\displaystyle [{\text{K}}^{+}]_{A}} {\displaystyle [{\text{Cl}}^{-}]_{A}} {\displaystyle [{\text{Na}}^{+}]_{A}=[{\text{K}}^{+}]_{B}} {\displaystyle [{\text{Cl}}^{-}]_{B}} {\displaystyle [{\text{Na}}^{+}]_{B}}
Le concentrazioni dei singoli ioni non saranno uguali, poiché compenseranno la carica che la proteina presenta.
Dunque, in linea di massima, è possibile affermare che, in una cellula, la concentrazione di sostanze osmoticamente attive è maggiore laddove siano presenti ioni non diffusibili. Nel caso dei capillari si parla di pressione oncotica.

## Formula alternativa
L'equilibrio di Donnan può essere ugualmente espresso in forma di rapporto tra la concentrazione di alcuni ioni all'interno (A) e all'esterno (B) della membrana cellulare:
{\displaystyle {\frac {[{\text{K}}^{+}]_{B}}{[{\text{K}}^{+}]_{A}}}={\frac {[{\text{Na}}^{+}]_{B}}{[{\text{Na}}^{+}]_{A}}}={\frac {[{\text{Cl}}^{-}]_{A}}{[{\text{Cl}}^{-}]_{B}}}=d}